# Чжан Хайпэн
Чжан Хайпэн (кит. 張海鵬, 1868—1949) — китайский генерал, перешедший на сторону Японии и Маньчжоу-го.

## Биография
В начале октября 1931 года, после Маньчжурского инцидента, в Таонане (провинция Ляонин), генерал Чжан Хайпэн, командовавший 2-й бригадой Провинциальной Обороны, принял командование силами Маньчжурской императорской армии, объявил район независимым от Китая в обмен на поставку большого количества военной техники японской армии. Генерал начал боевые действия против армии Ма Чжаньшаня, назначенного губернатором провинции Хэйлунцзян. Чжан Хайпэн предложил ему сдаться. По рекомендации Сигэру Хондзё, Чжан осторожно выдвинул передовые отряды. Авангард был атакован силами Ма Чжаньшаня. Китайская армия потерпела поражение и отступила. После создания государства Маньчжоу-го в марте 1932 года Чжан Хайпэн переименовал свои войска в Армию Таоляо (то есть «Таонань-Ляонинская армия»), личный состав которой пополнили маньчжурские добровольцы. В 1933 году была сформирована Армия обороны Жэхэ.
Ушёл в отставку в 1941. После поражения Японии во II мировой войне пытался скрыться, но был арестован и казнён за измену.